# 歸仁里 (堡里)
歸仁里，是台灣南部自明鄭時期至清治時期的一個行政區劃，其範圍約為今台南市的歸仁區中部。
歸仁里為1664年（南明永曆十八年）明鄭時期始設的四坊二十四里之一，其西邊為仁德里、北邊為保大里、東邊為新豐里、南邊為永豐里。
歸仁里後來分拆為歸仁南里、歸仁北里。